# Apatura pseudoserarum
Apatura pseudoserarum är en fjärilsart som beskrevs av Le Moult 1947. Apatura pseudoserarum ingår i släktet Apatura och familjen praktfjärilar. Inga underarter finns listade i Catalogue of Life.